# Bea Arthur
Bea Arthur (New York, 1922. május 13. – Los Angeles, 2009. április 25.) Tony-, valamint kétszeres Emmy-díjas amerikai színésznő, állatvédő aktivista.

## Fiatalkora
Beatrice Arthur 1922. május 13-án Brooklynban született Bernice Frankel néven, Philip Frankel (1885–1973) lengyel bevándorló és Rebecca Pressner (1895–1985) lányaként. Két lánytestvére volt, Gertrude és Marian.
1933-ban a Frankel család a Maryland állambeli Cambridge-be költözött, ahol a szülők később nőiruha-üzletet nyitottak. Beatrice tizenhat éves volt, amikor súlyos véralvadás zavar alakult ki nála, ezért szülei egy pennsylvaniai bentlakásos leányneveldébe küldték.
A második világháborúban kamionsofőrként és gépírónőként dolgozott, amiért rangos elismerésben részesült 1944 őszén. Miután leszerelt, egy évig Philadelphiában tanult, ahol orvosi technikusi végzettséget szerzett. A nyarat gyakornokként a helyi kórházban töltötte, ahol úgy döntött: inkább nem lép laboratóriumtechnikusi pályára. 1947-ben New Yorkba ment, hogy megkezdje színészi pályafutását.

## Színészi pályája
Televíziós pályafutásának fontos éve volt 1971, amikor megkapta a liberális gondolkodású, feminista Maude Findlay szerepét az amerikai All in the Family című sorozatban. Bea Arthurt e szerep miatt a nők egyenjogúságáért vívott harc kulcsszereplőjének tartották.
Világhírnevét azonban az Öreglányok című sorozat szarkasztikus Dorothy Zbornakje hozta meg. Szerepe szerint egy elvált kisegítő tanár, aki idős, szicíliai származású édesanyjával, Sophiával (akit a valóságban a nála egy évvel fiatalabb Estelle Getty játszott), valamint a kicsit bohókás, de aranyszívű Rose Nylanddel és a férfifaló özvegyasszonnyal, Blanche Devereaux-val él együtt ez utóbbi miami lakásában. A sorozat óriási siker lett, hét évadot is megélt, és számos szállóige származik belőle. Egy anekdota szerint az amerikai meleg közösség körében annyira nagy népszerűségnek örvendett az Öreglányok, hogy amikor a melegbárokban sugározták az éppen aktuális epizódot, mindenki csendben nézte azt. 1988-ban az Emmy-díjat is megkapta alakításáért. 1992-ben, hét évvel a sorozat debütálás után Arthur úgy döntött: otthagyja a sorozatot, amely The Golden Palace címmel folytatódott a CBS csatornán. Bár Arthur két epizódban is vendégszereplősködött, a sorozat csak egy évadot ért meg.
Később is aktív maradt: 2001-ben a Futurama című rajzfilmsorozatban kölcsönözte a hangját egy Femputer nevű robotnak. Emellett a Már megint Malcolm című rajzfilmsorozatban mint bébiszitter csillogtatta meg színészi képességeit.

## Magánélet
Bea Arthur kétszer is férjhez ment. Első házasságát még katonaévei alatt kötötte, férje pedig az akkor szintén tengerészetnél szolgáló későbbi forgatókönyvíró és producer, Robert Alan Aurthur volt. Felvette férje nevét, és később is megtartotta, noha némi változtatással. 1950-ben elváltak, majd nem sokkal később Gene Sakshez ment feleségül, akivel két fiút is örökbe fogadtak: Matthew-t és Danielt. Ez a házasság 1978-ig tartott.
Arthur eltökélt állatjogi aktivista volt, és számos kampányt támogatott. Számtalan levelet írt, nyilvánosan felszólalt például a szőrmeviselés, a libamájfogyasztás ellen, továbbá a KFC beszállítóit állatkínzással vádolta. A virginiai Norfolkban tiszteletére kutyafuttatót neveztek el róla. Emellett harcolt a nők egyenjogúságáért, valamint támogatta a zsidó közösséget és az időseket is. Mind a fő szerepeiben, mind a karitatív tevékenységei alatt is segítette ezeket a társadalmi csoportokat.
Liberális demokrata volt, és egy interjúban azt vallotta, két fő szerepe, Maude és az Öreglányok Dorothyja azért olyan hiteles, mert maximálisan egyetért karakterei nézőpontjával arról, hogyan kellene az országot irányítani.

## Halála
Nem sokkal 87. születésnapja előtt, 2009. április 25-én érte a halál Los Angeles-i otthonában. Két fia és két lányunokája gyászolta. Az Öreglányok sorozat két még életben lévő szereplője, Rue McClanahan és Betty White a két nappal későbbi Larry King Live című műsorban rótták le kegyeletüket. Betty White így nyilatkozott: „Tudtam, hogy fájdalmas lesz, de azt nem hittem volna, hogy ennyire.” Angela Lansbury, a Gyilkos sorok című sorozat főszereplője így emlékezett meg róla: „Hosszú évek óta kebelbarátnők voltunk. Nagyon fáj, hogy elment, de némileg vigasztal, hogy nem szenved többet.”

## Fordítás
- Ez a szócikk részben vagy egészben  a   Bea Arthur című angol Wikipédia-szócikk ezen változatának fordításán alapul.  Az eredeti cikk szerkesztőit annak laptörténete sorolja fel. Ez a jelzés csupán a megfogalmazás eredetét és a szerzői jogokat jelzi, nem szolgál a cikkben szereplő információk forrásmegjelöléseként.